# Yader Zoli
Yader Zoli ou Jader Zoli, né le 1er octobre 1975 à Faenza, est un coureur cycliste italien, spécialiste de VTT cross-country.

## Palmarès en VTT

### Jeux olympiques
- Athènes 2004
  - 35e du cross-country
- Pékin 2008
  - 30e du cross-country

### Championnats du monde
- Lillehammer 2005
  - 10e du cross-country marathon
- Rotorua 2006
  -  Médaillé d'argent du relais mixte
- Fort William 2007
  - 7e  du relais mixte

### Coupe du monde
- Coupe du monde de cross-country marathon
  - 2005 : vainqueur de la manche de Saint-Wendel[1]
  - 2006 : 1 podium sur la manche de Villabassa

### Championnats d'Europe
- Cappadoce 2007 
  -  Médaillé de bronze du relais mixte

### Championnats d'Italie
- 2002
  - 2e du cross-country
- 2006
  -  Champion d'Italie de cross-country
- 2007
  -  Champion d'Italie de cross-country
- 2008
  -  Champion d'Italie de cross-country

## Palmarès en cyclo-cross
- 1992-1993
  - 10e du championnat du monde de cyclo-cross juniors
- 1996-1997
  -  Champion d'Italie de cyclo-cross espoirs